# Chư bệnh nguyên hậu luận

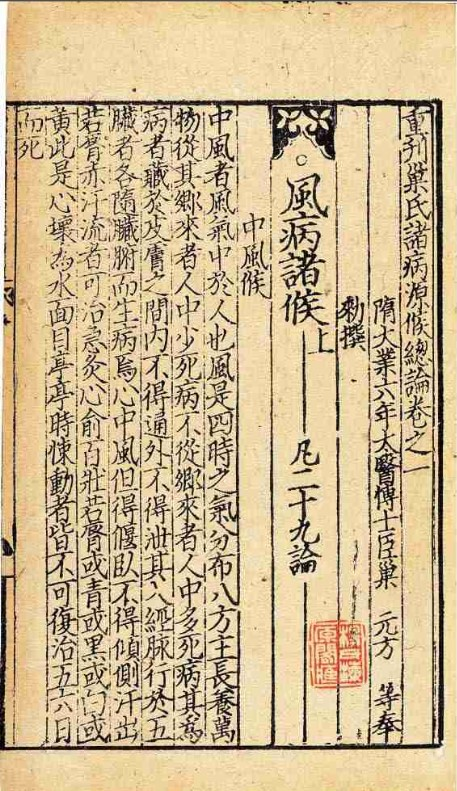
Ấn bản Chư bệnh nguyên hậu luận từ thời nhà Nguyên.

Chư bệnh nguyên hậu luận (tiếng Trung: 諸病源候論; bính âm: Zhūbìng yuánhòu lùn), còn được gọi là Chư bệnh nguyên hậu tổng luận (tiếng Trung: 諸病源候總論; bính âm: Zhūbìng yuánhòu zǒnglùn) hoặc Sào thị bệnh nguyên (tiếng Trung: 巢氏病源; bính âm: Cháoshì bìngyuán), là một chuyên khảo của Trung Quốc bao gồm năm mươi quyển. Văn bản được biên soạn trong thời nhà Tùy (581–618), tác giả được cho là của thái y Sào Nguyên Phương, mặc dù điều này mâu thuẫn với một số tài liệu gốc ban đầu. Bàn luận về khoảng 1739 hội chứng và 67 loại bệnh tật, Chư bệnh nguyên nhân luận là bộ bách khoa toàn thư y học lâu đời nhất còn tồn tại về nguyên nhân học và triệu chứng thực thể trong y học cổ truyền Trung Quốc.

## Nội dung
Văn bản được chia thành năm mươi quyển. Tác phẩm đề cập khoảng 1739 căn bệnh được phân loại bao gồm da liễu; phụ khoa; nhãn khoa; tai mũi họng; tiết niệu; nhi khoa và ngoại khoa. Thay vì hướng dẫn trị liệu bằng thảo dược hoặc châm cứu, tác phẩm khuyên thực hành khí công như một phương pháp chữa khỏi bách bệnh.

## Tác giả
Theo lời tựa của một bản thảo còn sót lại, soạn bởi Tống Thụ, thì văn bản được soạn bởi thái y Sào Nguyên Phương, người đã "sưu tầm và biên soạn cốt lõi của các quan điểm kinh viện khác nhau bằng một nghiên cứu kỹ lưỡng về chúng và xếp loại tất cả chúng ra" dưới triều Tùy Dạng Đế. Tuy nhiên, theo các nhà nghiên cứu Yan Liang, Abdulbaset M. Salim, Wendy Wu, và Paul E. Kilgore, "hầu như không chắc tác giả duy nhất... là Sào Nguyên Phương." Tùy thư kinh tịch chí (隋書經籍志), được biên soạn trong khoảng năm 641 đến 656, xác định Ngô Cảnh Hiền (吳景賢) là tác giả của Chư bệnh nguyên hậu luận. Ngoài ra, Cựu Đường thư kinh tịch chí (旧唐书经籍志), được biên soạn vào thời Hậu Tấn, khẳng định văn bản này được soạn bởi Ngô Cảnh (吴景).

## Di sản
Chư bệnh nguyên hậu luận là bách khoa toàn thư y học lâu đời nhất về nguyên nhân học và triệu chứng thực thể trong y học cổ truyền Trung Quốc. Cuốn sách được tiếp nhận khi xuất bản lần đầu vào thời nhà Tùy, cũng như thời nhà Đường và nhà Tống sau đó, khi nó trở thành sách giáo khoa y học chủ đạo. Từ đầu thế kỷ thứ 8 trở đi, nó được đưa vào phần còn lại của thế giới và được trích dẫn rộng rãi trong các tác phẩm như tác phẩm y học cổ nhất còn sót lại của Nhật Bản Y tâm phương, và The Canon of Medicine của Avicenna.

### Trích dẫn
1. ↑  Zheng và đồng nghiệp 2018, tr. 50.
2. ↑  Zhao 2022, tr. 33.
3. 1 2  Burns 2019, tr. 48.
4. 1 2  Buck 2014, tr. 152.
5. 1 2  Nienhauser 2016, tr. 156.
6. ↑  Doran 2015, tr. 696.
7. ↑  Unschuld & Zheng 2014, tr. 247.
8. 1 2  Bi 2021, tr. 473.
9. ↑  Buck 2014, tr. 152–153.
10. ↑  Liu & Xiao 2013, tr. 21.
11. ↑  Ma 2020, tr. 583.
12. 1 2  Yan và đồng nghiệp 2016, tr. 2.
13. ↑  Lu 2022, tr. 222.
14. ↑  Buck 2014, tr. 156–157.
15. ↑  Pregadio 2013, tr. 185.
16. ↑  Buck 2014, tr. 157.